# Фино-дель-Монте
Фино-дель-Монте (итал. Fino del Monte) — коммуна в Италии, располагается в регионе Ломбардия, в провинции Бергамо.
Население составляет 1116 человек (2008 г.), плотность населения составляет 279 чел./км². Занимает площадь 4 км². Почтовый индекс — 24020. Телефонный код — 0346.
Покровителем коммуны почитается святой апостол Андрей Первозванный, празднование 30 ноября.

## Демография
Динамика населения:

## Администрация коммуны
- Официальный сайт: http://www.comune.finodelmonte.bg.it/